# Сангилен
Сангиле́н (Сенгиле́н) — нагорье в России, в юго-восточной части Тывы. Служит водоразделом рек бассейна Малого Енисея и Тес-Хема.
Нагорье простирается с запада на восток на 230 км, наибольшая ширина достигает 120 км. Максимальная высота — 3276 м. Нагорье сложено гнейсами, кристаллическими сланцами, мраморизованными известняками, прорванными интрузиями гранитов. Вершины разнообразной формы: от платообразных до зазубренных (в областях распространения древнего оледенения).
На северных склонах произрастают кедрово-лиственничные леса; в центральной и южной частях (в глубоко врезанных долинах) — древесная растительность; на склонах — степи, переходящие на высоте 1800—2000 м в горные луга и тундра. Имеются месторождения железистых кварцитов, нефелинов, графита, золота.